# Distoleon formosus
Distoleon formosus är en insektsart som beskrevs av Hölzel 1972. Distoleon formosus ingår i släktet Distoleon och familjen myrlejonsländor. Inga underarter finns listade i Catalogue of Life.